# For Members Only
For Members Only — студійний альбом американської джазової органістки Ширлі Скотт, випущений у 1963 році лейблом Impulse!.

## Опис
Перший альбом органістки Ширлі Скотт для Impulse! був записаний під час двох сесій 22 і 24 серпня 1963 року на студії RCA Studios, Нью-Йорк. На першій сесії Скотт грає на органі у складі тріо з басистом Ерлом Меєм та ударником Джиммі Коббом. На другій сесії Скотт грає з оркестром під керівництом Олівера Нельсона (який також виступив як аранжувальник). У складі оркестру такі відомі музиканти як трубачі Тед Джонс і Том Макінтош, тромбоніст Джиммі Клівленд та ін.
Альбом складається з 8 композицій, дві з яких «Southern Comfort» і «Freedom Dance» були написані Нельсоном, «Blue Piano» Дюка Еллінгтона, три власні Скотт та ін.

## Список композицій
1. «Southern Comfort» (Олівер Нельсон) — 5:40
2. «Blue Piano» (Дюк Еллінгтон) — 3:45
3. «Freedom Dance» (Олівер Нельсон) — 4:53
4. «Toys in the Attic» (Джордж Данінг) — 2:51
5. «Blues for Members» (Ширлі Скотт) — 5:50
6. «I've Grown Accustomed to Her Face» (Алан Джей Лернер, Фредерік Лоу) — 4:45
7. «Marchin' to Riverside» (Ширлі Скотт) — 3:15
8. «We're Goin' Home» (Ширлі Скотт) — 7:14

## Учасники запису
- Ширлі Скотт — орган
- Тед Джонс, Джеррі Кейл, Том Макінтош, Джиммі Ноттінгем, Ерні Роял — труба (1—4)
- Джиммі Клівленд, Квентін Джексон, Томас Мітчелл — тромбон (1—4)
- Едді Менсон — губна гармоніка (1—4)
- Манделл Лоу — гітара (1—4)
- Арт Девіс (1—4), Ерл Мей (5—8) — контрабас
- Джиммі Кобб (5—8), Ед Шонессі (1—4) — ударні
- Джо Венуто — перкусія (1—4)
- Олівер Нельсон — аранжування, диригування (1—4)

Технічний персонал
- Боб Тіл — продюсер